# Kabaret Ergo
Kabaret "Ergo" – powstał jesienią 1983 roku w Nowym Sączu. Założył go Leszek Bolanowski - polonista, tekściarz, kompozytor, reżyser i aktor.

## Skład osobowy kabaretu
- Leszek Bolanowski
- Olga Bolanowska
- Ewa Dubińska
- Paweł Ferenc
- Andrzej Józefowski
- Krzysztof Biel
- Małgorzata Biel
- Franciszek Palka
- Marek Czechowski

## Nagrody zdobyte przez kabaret
- "Złoty Róg" (Zakopane 1984),
- dwukrotnie III m. i raz II – na PACE w Krakowie,
- "Złoty Laur Pogórza"(Tarnów 1986),
- I m. na Przeglądzie Kabaretowym KOSA w Rzeszowie,
- III m. podczas Biesiad Humoru i Satyry w Lidzbarku Warmińskim,
- I m. na festiwalu SKAT.

## Działalność
Benefisy sądeckie
Kabaret "Ergo" organizuje tzw. benefisy sądeckie. Ich bohaterami są mniej i bardziej znane postaci związane z Nowym Sączem lub Sądecczyzną, m.in.:
- Janusz Olejniczak,
- Józef Broda,
- Majka Jeżowska,
- Zdobysław Milewski,
- Jerzy Hoffman,
- Leszek Mazan,
- Zofia Rysiówna.

Dorobek płytowy
„Ergo” nagrało dotychczas 3 samodzielne krążki: 
- Krucjata do Europy (1996),
- Z życia Sarmatów (2003),
- Inna rasa: Polacy (2011).

Oprócz tego wzięło udział w nagraniu płyty Noc św. Justa jako dodatku multimedialnego do albumu VII wieków Nowego Sącza (1997), a jego utwory znalazły się także na 3 płytach PaKI: Piosenki Przeglądu Kabaretów PaKA (1996, 2003, 2005).